# 酒井崇匡

## 経歴・人物
米国ニューヨーク州ニューヨーク市ロウアー・マンハッタン(2007年- )、アラブ首長国連邦ドバイ (2022年- ) 在住。
慶應義塾大学経済学部ーINSEAD (欧州経営大学院) MBA (フランスフォンテーヌブロー校)ー明治大学大学院 (経営大学院) MBS。プライベート・エクイティ・ファンド (投資ファンド) 外資系金融会社出身。経営コンサルティング・投資・M＆Aの実績から数十社の企業の筆頭株主であり会長職を務める。
公益財団法人 国際水泳殿堂・アジアへの寄付をおこなっており、2022年に開催された第8回 シンポジウムへ特別来賓として出席し、「スイマー・ダイバー奨励賞」の表彰式に立ち会っている。
茶道裏千家今日庵、千宗室大宗匠の愛弟子鮒子田宗惠業躰教授方の直弟子。
国際空手道連盟極真会館安斎道場 黒帯初段・名誉三段・最高顧問。
京の花街、祇園甲部・宮川町 (お茶屋「利きみ」) との関係が深い。
亀井静香、平沢勝栄、二階俊博など、政財界に強い影響力と幅広い人脈を持つ福島県郡山市の恩師武藤一彦との関係が最も強い。
村山弘義、笠原静夫、大森順方、渡辺博道元復興大臣（東京支部 後援会会長）その他政治、経済界、芸能界にも幅広い関係や人脈を持っている。

## 事業内容
```
2021年–
公益財団法人国際水泳殿堂アジア
への寄付–事業推進及び運営支援
[
2
]
 
2022年–
アラブ首長国連邦
ドバイ
 ドバイ日本商工会議所 (JBC Japan) The Japanese Business Council in Dubai 
  
2022年–
 サウジアラビア王国
リアド
 サウジアラビア事業Saudi Arabia Project] 
```

プライベート・エクイティ・ファンドを主とした経営コンサルティング・投資・M&Aおよびアライアンスのテーマ（合併・買収戦略、ターゲット選定、デューデリジェンス、合併後の統合プロセス等）につきアドバイスをする。新たなテクノロジーや働き方、生活様式により創出される事業機会に関して支援し、スタートアップ企業に対しては、企業・事業戦略に関する助言を行い組織変革に取り組み、成長戦略策定から現場におけるオペレーション改善まで、幅広い分野において専門的知見を提供している。